# کارمین (گروه موسیقی)
کارمین (به انگلیسی: Karmin) گروه موسیقی دو نفره آمریکایی است.